# 기아 인증중고차
기아 인증중고차는 2023년 11월 1일에 정식으로 판매를 시작했으며, 매입 대상은 연식 5년, 주행 거리 10만km 미만의 차량으로 한정했다. 인증중고차는 입고 검수부터 출고 검수까지 총 9단계의 개선∙검수∙인증 과정을 거쳐 판매된다. 기아는 인증중고차 구매시점 기준으로 1년/2만km까지 무상 보증을 제공한다.

기아 인증중고차 웹사이트/모바일에서는 중고차 시세 조회, 상세 견적, 차량 수거 등의 ‘내 차 팔기’ 서비스 및 상품 검색, 상품 비교, 견적, 계약, 결제, 배송 등의 ‘내 차 사기’ 전 과정을 지원한다. 2024년 2월 29일부터 인증중고차 오프라인 방문예약 서비스를 시작한다. 방문 예약을 하면 미리 지정한 차량에 대한 자세한 설명을 들을 수 있고, 차량 내외관도 현장에서 살펴볼 수 있다.

현대자동차그룹의 같은 계열사인 현대자동차/제네시스 자동차도 동일한 서비스를 운영하고 있다.

## 같이 보기
현대 인증중고차
기아
현대자동차
제네시스
현대자동차그룹